# Николай Некрасов
 Тази статия е за публициста.  За държавника вижте Николай Висарионович Некрасов.  
Николай Некрасов (на руски: Никола́й Алексе́евич Некра́сов) е руски писател, поет и публицист.
Пише поезия предимно за селяните в Русия, печели възхищението на Достоевски.

## Биография
Ражда се в богато дворянско семейство. Майка му е полякиня от благородно потекло, а баща му – военен. Бащата мечтае за военна кариера на сина си, но синът предпочита да продължи образованието си в Петербургския университет. Заради тази му постъпка баща му го лишава от материална помощ и той прекарва няколко много тежки години, като не винаги има покрив над главата си или храна. Литературната му кариера започва през 1840-те.
През 1875 г. се разболява от рак и последните му години преминават в агония. Умира в началото на 1878 г.

### Приказки
- Баба-Яга, Костяная Нога

### Романи
- Мертвое озеро
- Три страны света

### Пиеси
- Актёр
- Забракованные
- Медвежья охота
- Феоклист Онуфрич Боб, или муж не в своей тарелке
- Юность Ломоносова (драматическая фантазия в стихах в одном действии с эпилогом, 1840 г.)

### Поеми
- Горе старого Наума
- Дедушка
- Кабинет восковых фигур
- Кому на Руси жить хорошо
- Коробейники
- Крестьянские дети
- Мороз, Красный Нос (поема, посветена на сестра му Анна)
- На Волге
- Недавнее время
- O погоде (Уличные впечатления)
- Русские женщины
- Рыцарь на час
- Современники
- Саша
- Суд
- Тишина